# Burg Birseck
Burg Birseck (également appelé Ruine Birseck ou Schloss Birseck) est un château fort situé sur le territoire de la commune d'Arlesheim, en Suisse. 

## Histoire
Le château, originellement appelé untere ou Vorder Burg, est le plus septentrional des quatre châteaux médiévaux situés sur la colline du Birseck. Le plus méridional est aujourd'hui appelé Burg Reichenstein alors que les deux châteaux centraux ne sont plus que des ruines présentant quelques portions de murs et de tours.
L'origine du château remonte à l'année 1200 lorsque la famille de Frobourg, dans son expansion en direction du sud, fait construire les châteaux du Birseck pour consolider les flancs de son territoire. 
En 1245, les trois châteaux sont absorbés par l'évêché de Bâle et Burg Birseck devient l'une des résidences des princes-évêques de Bâle. À la fin du XIIIe siècle, le pape y est logé par l'évêque Heinrich von Neuenburg. Le château est durement touché lors du tremblement de terre de Bâle de 1356 est hypothéqué à la famille Ramstein de 1373 à 1435 à la suite de quoi il est confié au bailli du diocèse.
Reconstruit et restauré au XVe et XVIIe siècles, il est à nouveau utilisé comme résidence par l'évêque Jacques Christophe Blarer de Wartensee lorsqu'il mène la contre-réforme dans la région. Ses successeurs s'y réfugient pendant la guerre de Trente Ans, abandonnant leur résidence principale menacée de Porrentruy.
Par la suite, au cours du XVIIIe siècle, le château est laissé à l'abandon, à tel point que le Landvogt Karl von Andlau fait déplacer le siège du bailliage du château au village en 1763. En 1793, il est partiellement brûlé par les paysans en révolte, puis, l'année suivante, vendu aux enchères avant d'être utilisé comme carrière.
En 1808, les ruines sont achetées par Conrad von Andlau, le fils de Karl, qui le restaure totalement. Le château, inscrit comme bien culturel d'importance nationale, est aujourd'hui la propriété de la fondation Stiftung Ermitage Arlesheim und Schloss Birseck qui possède et gère également le jardin anglais de la ville.

## Source
- (de) Cet article est partiellement ou en totalité issu de l’article de Wikipédia en allemand intitulé « Burg Birseck » (voir la liste des auteurs).